# Хотинский, Степан Степанович
Степан Степанович Хотинский (1813—1866) — военный финансист, издатель и публицист, статский советник и кавалер. Деятельный член Императорского Вольного экономического общества.

## Биография

### Происхождение
Согласно библиографическим сведениям и многочисленным публикациям по истории популяризации естественных наук в России, вместе со старшим братом — Матвеем, в тени которого постоянно находился и с ним же нередко ассоциировался, преподавателем С.-Петербургского высшего училища, знаменитым просветителем народных масс России середины XIX в. и деятельным членом Императорского Вольного экономического общества, официально происходил из купеческого сословия. Впоследствии выслужил дворянское состояние, с потомством внесен в ДРК С.-Петербургской губернии.
Однако, в действительности братья М.С. и С.С. Хотинские были представителями особой социальной группы — так называемых «дворянских воспитанников», внебрачных детей дворян от любовной связи с крепостными дворовыми, или крестьянскими девицами. Не имевшие права быть записанными в дворянское сословие по праву рождения, такие дети, по распространенной в XIX веке в России практике, брались на воспитание в дворянскую семью отца и обыкновенно приписывались к купеческому сословию, получая фамилию «номинального» отца из купцов, согласившихся, за вознаграждение, на такую сделку. Дворянские воспитанники, получавшие купеческую «прописку» своего происхождения, имели право на получение среднего и высшего образования, вступления в гражданскую, или военную службу, наследования дворянского имущества, и нередко в дальнейшем выслуживали личное и потомственное дворянство, не становясь полноправными членами дворянского рода отца.
Такими «дворянскими воспитанниками» были купеческие дети М.С. и С.С. Хотинские, настоящая фамилия которых, по отцу — Татищевы. Отцом братьев был отставной гвардии штабс-капитан Степан Васильевич Татищев (1780—1827), девятый из десяти сыновей большой семьи новгородского и псковского помещика, коллежского советника Василия Васильевича Татищева, знаменитого мошенника времен начала царствования императрицы Екатерины II. Своим воспитанникам — братьям Степану и Матвею Хотинским, С.В. Татищев завещал капитал в сумме 80 000 руб. ассигнациями, должные ему, по двум заемным письмам, его братом — гдовским уездным предводителем дворянства, полковником Юрием Васильевичем Татищевым (1778 — 27 января (8 февраля) 1836).

#### Из рода Татищевых
Дед братьев Хотинских — упомянутый коллежский советник В. В. Татищев, по дворянскому обыкновению, начинал карьеру с военной службы; из армии сержантов с 1.12.1746 г. пожалован флигель-адъютантом в чине армии прапорщика при бригадире графе З. Г. Чернышёве; с 29.03.1754 г. из армии поручиков пожалован капитаном Рижского гарнизона; в 1758 г. в том же чине уволен с военной службы для определения к статским делам и, с производством в чин коллежского асессора, назначен казначеем С.-Петербургского монетного двора. С 23.01.1764 г. назначен экзекутором (в Российской империи — чиновник, ведавший хозяйственными делами учреждения, наблюдавший за порядком в канцелярии) VI класса 1-го департамента Правительствующего сената, с производством из надворных советников в чин коллежского советника, однако уже в 1765 г. оказался под судом за составление фальшивых векселей.
По-видимому, служба казначеем в ведомстве по чеканке монет и печатанию государственных ассигнаций и бумаг оказала на Василия Васильевича Татищева неизгладимое впечатление, и в 1762—1763 гг. он занялся, совместно с с.-петербургским публичным нотариусом Ульяном Степановым и с.-петербургским купцом Макаром Кулагиным, изготовлением фальшивых векселей и долговых писем от имени разных купцов и своих умерших свойственников (капитана Ивана Коновницына), коих набралось на общую сумму 98 тысяч руб. и 22 тысячи голландских червонных.
Совмещая государственную службу с фальшивомонетничеством и сколотив таким образом «капитал», в 1763 г. он женился на девице Скобельцыной Аграфене-Агриппине Фёдоровне, единственной дочери коллежского асессора Фёдора Трофимовича Скобельцына, помещика дер. Полобы Копорского погоста Новгородского уезда, отставного нижегородского губернского прокурора, с 4.01.1762 г. назначенного прокурором Коммерц-коллегии в С.-Петербурге (в том же — 1763 г., Ф. Т. Скобельцын скончался). Став в том же 1763 г. отцом (его старший сын — Дмитрий Васильевич Татищев, дослужился до чина армии бригадира и приходился братьям Хотинским родным дядей), получил назначение на службу в Правительствующий Сенат, однако, вскоре оказался с сообщниками под следствием и судом специальной сенатской комиссии, и, по результатам следствия, был приговорён к лишению всех чинов, отобранию всех патентов (на чины), публичному битью кнутом и отсечению руки.
Однако императрица Екатерина II «из природного своего материнского милосердия» наказание Татищеву смягчила и повелела бывшему сенатскому экзекутору «объявить в Юстиц-коллегии приговорённую сентенцию, и, лишая всех чинов и отобрав патенты, вместо присужденного наказания вывести на площадь пред Коллегиями с надписью на груди — „преступник указов и сочинитель фальшивых векселей“. И поставив у столба на полчаса, потом заключить на один год в тюрьму, и первые две недели давать только хлеб и воду; а впредь ни к каким Государственным делам и службе не допускать, „а в прочем быть по сему“»; повеление императрицы о наказании В. В. Татищева 9.12.1765 г. было исполнено в Юстиц-коллегии, и 30 января (10 февраля) 1766 г. опубликовано указом Правительствующего сената. Нельзя не отметить, что в различных источниках, относящихся ко времени после освобождения из заключения В. В. Татищева, он именуется то полковником, то статским советником, то есть в тех чинах, которых не имел.
В браке отставной дворянин В. В. Татищев и помещица А. Ф. Скобельцына, согласно родословной росписи, имели десять сыновей и двух дочерей, и все они, кроме старшего сына — Дмитрия, родились у четы уже после суда над В. В. Татищевым, в том числе и отец братьев Хотинских — Степан Васильевич Татищев, родившийся в 1780 г. и умерший официально холостым.

### Военная служба (1832—1857)
В 1832 г. окончил полный курс наук 2-й с.-петербургской гимназии на правах С.-Петербургского высшего училища (в 1830 г. училище было преобразовано в гимназию), с правом на чин XIV класса при вступлении в службу (аттестат № 1959, впоследствии им утерянный). В том же — 1832 г., исключён из податного состояния купеческого сословия и вступил в военную службу унтер-офицером С.-Петербургского гренадёрского короля Фридриха-Вильгельма III полка; из унтер-офицеров с 21.05.1834 г. пожалован в прапорщики; с 14.01.1837 г. произведён подпоручиком; с 15.10.1839 г. из поручиков указанного полка переведён подпоручиком в лейб-гвардии Преображенский полк. С 12.11.1840 г. назначен адъютантом в штаб Отдельного гвардейского корпуса. По-видимому, в связи с вышеуказанным делом о наследстве штабс-капитана С.В. Татищева, осенью того же — 1840 г., несколько раз ездил в Гдовский уезд. Указом от 6.12.1841 г., по Капитулу российских императорских и царских орденов, пожалован, в воздаяние отлично-усердной и ревностной службы, кавалером ордена Святого Станислава 3-й ст. С 7.12.1841 г. — исправляющий обязанности старшего адъютанта в штабе Отдельного гвардейского корпуса. С 19.04.1842 г. пожалован гвардии поручиком Преображенского полка, с утверждением в должности старшего адъютанта. С 5.02.1844 г. пожалован дипломом и гербом на дворянское достоинство Российской империи. С 4.12.1844 г., по прошению, уволен с военной службы «по домашним обстоятельствам», с мундиром и пожалованием чина гвардии штабс-капитана. Был в отставке с 4.14.1844 по 1.08.1848 г. ВП от 1.08.1848 г. № 34, по части Провиантской военного ведомства, определён в службу в Провиантский департамент контролёром (бухгалтером), с переименованием в титулярные советники; на 1.12.1848 г. — контролер (бухгалтер) 4-го отделения (счетного) канцелярии Провиантского департамента Военного министерства. Указом от 6.12.1849 г., по Капитулу российских императорских и царских орденов, пожалован кавалером ордена Святой Анны 3-й ст., в воздаяние отлично-усердной службы и похвальной деятельности, по засвидетельствованию военного министра. ВП от 22.01.1850 г. № 4, по части Провиантской военного ведомства, производится, за выслугу лет, в чин коллежского асессора, со старшинством с 16.12.1849 г. На 1.12.1850 и 1.12.1851 гг. — в том же чине и должности. Указом от 9.07.1852 г., по Капитулу российских императорских и царских орденов, пожалован кавалером ордена Святой Анны 2-й ст., по засвидетельствованию начальства об отлично-усердной службе и особых трудах, согласно удостоению Комитета министров. На 1.12.1852 г. — в том же чине и должности. По службе военным финансистом отличался административными способностями. Участник Крымской войны 1854—1856 гг. Из контролеров (бухгалтеров) Провиантского департамента Военного министерства назначен исправляющим должность директора канцелярии командующего войсками 3-го, 4-го и 5-го пехотных корпусов, и впоследствии утвержден директором канцелярии главнокомандующего Южной армией и военно-сухопутными и морскими силами, в Крыму находящихся. ВП от 29.08.1854 г. № 37, по действующей армии, производится, за отличие по службе, из надворных — в коллежские советники, с оставлением исполняющим должность директора канцелярии командующего войсками 3-го, 4-го и 5-го пехотных корпусов. Указом от 20.05.1855 г., по Капитулу Российских императорских и царских орденов, директор канцелярии главнокомандующего Южной армией и военно-сухопутными и морскими силами, в Крыму находящимися — коллежский советник Хотинский, пожалован кавалером ордена Святой Анны 2-й ст. с императорской короной, в награду за отлично-усердную и ревностную службу. Указом от 24.11.1855 г., по Капитулу Российских императорских и царских орденов, директор канцелярии главнокомандующего Южной армией и военно-сухопутными и морскими силами, в Крыму находящимися, коллежский советник Хотинский, пожалован кавалером ордена Святого Владимира 4-й ст., в награду отлично-усердной и ревностной службы. По прошению, в 1857 г. вышел в отставку в чине статского советника.

### Деятельность в Императорском Вольном экономическом обществе (1857—1860)
В том же 1857 году избран действительным членом Императорского Вольного экономического общества (ИВЭО), в котором занимался организационно — хозяйственными вопросами. После реорганизации и утверждения в январе 1858 г. нового устава ИВЭО, на 1.03.1858 г. состоял членом I-го (сельского хозяйства), и на 1.06.1859 г. — членом I-го и III-го (вспомогательных наук) отделений общества. С 7.03.1859 г. — член комиссии об учреждении компании для содержания Охтенской сельскохозяйственной фермы ИВЭО, и с 3.09.1859 г. — член комиссии об устройстве той же фермы, где с 1847 по 1853 г. находилось Училище сельского хозяйства ИВЭО для подготовки управляющих помещичьими имениями, а с 1853 по 1859 г. земля и постройки Охтенской фермы были сданы в коммерческую аренду. С 7 марта по 3 сентября 1859 г. — член соединенной комиссии всех отделений И. В. Э. О. по разработке программы С.-Петербургской сельскохозяйственной и мануфактурной выставки, и с 3.09.1859 г. избран членом распорядительного комитета выставки, устроенной ИВЭО. в 1860 г. В собрании от 18.04.1859 г. баллотировался депутатом от I-го отделения в члены совета ИВЭО (не избран). В 1859 г. назначен членом-экспертом ИВЭО по рассмотрению и испытаниям сельскохозяйственных машин и орудий, приобретаемых для нужд общества, и с того же года по 7.04.1860 г. — председатель комиссии (при I-м отделении) для составления правил об устройстве комиссионерства ИВЭО. для продажи хозяйственных семян. С 3 марта по 5 мая 1860 г. — член ревизионной комиссии ИВЭО по проверке деятельности общества (за 1859 год) и, вместе с братом — Матвеем, избран членом комиссии для составления соображений относительно сокращения расходов общества на будущее время. По-видимому, из-за разногласий с членами совета ИВЭО, с 17.12.1860 г. отказался от участия в деятельности ИВЭО и возвратил диплом на звание члена общества.

### Издательская деятельность (1862—1866)
С семьёй жил в С.-Петербурге. Весной 1861 г. получил разрешение на строительство дома «с мезонином и службами» в 3-м квартале Рождественской части С.-Петербурга, на участке по ул. Манежной, д. 413/531 (совр. — ул. Кавалергардская, д. 14). В августе 1862 г. купил в С.-Петербурге типографию и словолитню (ул. Гороховая, д. № 49); с 7 сентября 1862 г. получил свидетельство городской полиции на право её содержания и владел типографией (типолитографией) в С.-Петербурге до своей смерти.
Занимался издательским бизнесом совместно с немецким подданным, факто́ром Иоганном-Фридрихом Шрёдером (29.07.1808 — 13.10.1868), известным столичным издателем, служившим, среди прочего, факто́ром типографии Академии наук, вместе с которым 11.01.1863 г. учредил товарищество на паях. Издавал сочинения разной тематики, от детских сказок и учебной литературы до научных трудов и драматических сочинений, получал заказы от с.-петербургского самоуправления и государственных учреждений. Для финансирования деятельности типографии в июле 1863 г. заложил своё вышеуказанное домовладение по ул. Манежной. После смерти Хотинского в 1866 г. (в том же — 1866 г., умер и его брат — Матвей), И.-Ф. Шрёдер рассчитывал выкупить типографию компаньона, однако, её содержателем стало другое лицо. После смерти И.-Ф. Шрёдера владельцем типографии стал его сын — факто́р Генрих-Николай (Генрих Фёдорович) Шрёдер (8 (20) мая 1849 — 6 (19) марта 1908), впоследствии известный с.-петербургский издатель.

### Сочинения
Автор духовно-этнографических очерков «Поездка на Валаам Степана Хотинского», в 1863 году напечатанных в журнале 
Александра Гумилевского «Дух христианина» (Год 3. Кн. XI—XII. Отд. I. с. 806—819), переизданных отдельной брошюрой в 1864-м.

## Семья

### Жена
С 30 апреля 1841 года 27-летний лейб-гвардии Преображенского полка подпоручик Стефан Стефанов Хотинский женился на девице Вере Николаевне Семевской (род. 4 (16) марта 1824 — 20 июня (2 июля) 1847), дочери отставного коллежского асессора и кавалера, новгородского помещика Николая Васильевича Семевского (1785 — 25 июня (7 июля) 1848) от брака с девицей Софьей Сергеевной Надеиной (7 (19) марта 1800 — 27 октября (8 ноября) 1838). Венчание состоялось в Николо-Богоявленском морском соборе С.-Петербурга. Поручителем по жениху стал  действительный статский советник Александр Тович (Тобиевич) Ярц (ранее – полковник лейб-гвардии Московского полка, с 2.02.1839 года уволенный от военной службы, по болезни, для определения к статским делам, с производством в чин действительного статского советника); поручителями по невесте стали её отец, отставной коллежский асессор и кавалер Николай Васильевич Семевский и брат её родной, лейб-гвардии Литовского полка подпоручик Василий Николаевич Семевский. Рано умершая жена гвардии штабс-капитана Вера Николаевна Хотинская приходилась троюродной сестрой знаменитому русскому историку и журналисту Михаилу Ивановичу Семевскому, многолетнему издателю-редактору журнала «Русская старина». В браке с девицей Семевской С. С. Хотинский имел дочь и двух сыновей.

### Дочь
Евгения Степановна Хотинская, в замужестве Мец (1846 — до 1902) — младший ребенок в семье С.С. и В. Н. Хотинских. С марта 1857 по сентябрь 1858 года воспитывалась в Смольном институте, однако, курса не окончила, и в 1858 году выбыла из числа воспитанниц. С 29.01.1865 года в возрасте 18 лет вышла замуж за слушателя Николаевской инженерной академии, 22-летнего поручика 20-го стрелкового батальона Фёдора (Фридриха) Фёдоровича (Фридриховича) Меца (24 января (5 февраля) 1842 — 11 (24) ноября 1914), впоследствии штатного инженера V класса Министерства путей сообщения, начальника Московско-Брестской (Александровской) железной дороги, инженерского генерала-лейтенанта (при отставке 7 (20) августа 1913 г.), директора правления Алтайской железной дороги (последняя занимаемая должность), став его первой женой. Венчание проходило в церкви Петра и Павла при Николаевском инженерном училище. Поручителями по жениху были инженер генерал-майор Вячеслав Дмитриевич Евреинов, в 1865-1869 годах - начальник Департамента сухопутных сообщений Министерства путей сообщения, и служащий в Инспекторском департаменте Военного министерства штабс-капитан Михаил Николаевич фон Шоттен, впоследствии генерал-майор, генерал для особых поручений V класса при начальнике Главного штаба, член комитета Главного штаба, генерал-лейтенант при отставке. Поручителями по невесте стали чиновник Военного министерства титулярный советник Алексей Николаевич Шоттен, родной брат предыдущего, впоследствии коллежский советник, старший помощник столоначальника Главного штаба, и отставной коллежский секретарь Михаил Стефанов Хотинский, по-видимому, её родной дядя.
Инженер-полковник Ф.Ф. Мец вторым браком с 21.04.1902 г. был женат на Ольге Ивановне Ворониной, имевшей свидетельство домашней учительницы.

#### Внучка
В браке Евгения Степановна Мец, урождённая Хотинская, имела дочь — Веру Фёдоровну Мец, в замужестве Викгорст (1866 — 11.8.1945, Белград). Внучка С.С. Хотинского была женой подполковника, состоящего по армейской кавалерии, Льва Александровича Викгорста (1860—1907), управляющего Оренбургской заводской конюшней с рассадником киргизских лошадей (Оренбургской государственной конюшней Государственного коннозаводства), старшего члена Оренбурго-Тургайского общества поощрения коннозаводства. В то время он был довольно известной личностью: в 1896 году официально назначен помощником заведующего отделом коннозаводства и коневодства Всероссийской промышленной и художественной выставкой 1896 года в Нижнем Новгороде, после которой стал корреспондентом «Земледельческой газеты» по вопросам о лошадиных ярмарках в Оренбургской губернии и хозяйствах, имеющих лучших киргизских лошадей, избирался членом особой комиссии об улучшении коневодства Оренбургского губернского комитета о нуждах сельскохозяйственной промышленности. Ему же принадлежит заслуга строительства в 1898 году своим иждивением и под своим руководством в селе Михайловском Актюбинского уезда каменного храма, продолжением которого была церковно — приходская школа, которая была им же обеспечена мебелью, учебными пособиями и книгами для внеклассного чтения. Воспитанник Тверского кавалерийского юнкерского училища, он служил, до своего назначения в 1894 г. в Оренбургское государственное коннозаводство, в 4-м лейб-драгунском Псковском Её Величества полку полковым адъютантом (в должности с 31.12.1885 г.). Сначала в Виленской губернии, где квартировал полк и окружным интендантом Виленского военного округа ранее служил его отец — генерал-майор Александр Петрович Викгорст, впоследствии генерал-лейтенант и окружной интендант Кавказского военного округа. Затем, оставаясь по штатам того же полка, состоял офицером-наставником при своей альма-матер — Тверском кавалерийском училище. По иронии судьбы, его служба закончилась трагически и примерно так, как и начиналась. Будучи ещё молодым человеком, он чуть было не застрелился. Столичные газеты тогда писали: «12.06.1878 г., в Старой деревне, на даче, занимаемой подполковником Балосогло, 18 летний сын генерал-майора Викгорста, Лев Александрович, заряжал в своей комнате пистолет „Монте-Кристо“, заряжающийся с казённой части, и, чтобы пригнать плотнее заряд, упёр дуло себе в грудь и стал его вдавливать. В это время курок соскочил и произвёл выстрел. Пуля попала на два пальца ниже левого соска и засела в груди. Исход раны  нельзя определить. Раненный находится в полном сознании». Спустя почти 30 лет, после того, как подполковник Л. А. Викгорст, вследствие личных денежных долгов и растраты казенных средств, в начале 1907 г. застрелился, вдова В. Ф. Викгорст была определена на службу по Ведомству учреждений императрицы Марии, и с 1908 по 1916 г. служила главной надзирательницей Саратовской Мариинской женской гимназии. С 17 марта 1916 г. она была назначена начальницей Донского Мариинского института благородных девиц и ей принадлежит главная заслуга в эвакуации этого учебного заведения и его воспитанниц в Сербию во время Гражданской войны.

##### Правнук
Сын подполковницы, вдовы и педагога Веры Фёдоровны Викгорст — Игорь Львович Викгорст (? — 7.03.1976 Буэнос Айрес), являющийся, по женской линии, правнуком С. С. Хотинского, окончил Николаевское кавалерийское училище и был активным участником белого движения во время Гражданской войны в России. По воспоминаниям сослуживцев, отличался храбростью и бесстрашием в борьбе с большевиками. Эмигрировал в Югославию, закончил Гражданскую войну штабс-ротмистром лейб-гвардии Кирасирского Ее Величества государыни императрицы Марии Федоровны полка. Прожив долгую жизнь, умер в почтенном возрасте в Аргентине.

### Сыновья
- Старший сын — Ростислав Степанович Хотинский (1842 - умер после 4 (16) августа 1893), статский советник, старший помощник начальника 1-го делопроизводства Департамента шоссейных и водяных сообщений Министерства путей сообщения. Службу начал прапорщиком саперного батальона, вышел в отставку с пожалованием чина подпоручика, в 1864 году из отставных подпоручиков определен в канцелярию с.-петербургского военного генерал — губернатора канцелярским чиновником, с переименованием в чин провинциального секретаря соответственно его прежнему военному чину прапорщика (сенатский указ от 16.06.1865, № 191). В том же — 1864 году переведён в Департамент железных дорог, исправляющим должность помощника начальника 2-го стола Хозяйственного отделения (высочайший приказ от 22.10.1864, № 32, по ведомству Путей сообщения и публичных зданий) и в дальнейшем, до выхода в отставку 4.08.1893 года (согласно прошению, по болезни, с правом ношения мундира, последней должности присвоенным), служил в разных должностях по ведомству Министерства путей сообщения. Одновременно был назначен, приказом министра путей сообщения от 3.12.1884 года № 100, членом высочайше учрежденной 2.11.1884 г. при министерстве Комиссии для окончания нерешенных исковых, по претензиям подрядчиков, дел, за время казенного управления Николаевской железной дорогой и постройки Московско-Курской и Одесско-Балтской железных дорог (Комиссии для окончания дел по постройке и эксплуатации казенных железных дорог, переданных частным обществам). Кавалер ордена Святого Станислава 3-й ст. (10.04.1870) и 2-й ст. (29.03.1874), ордена Святой Анны 3-й ст. (28.04.1872), По службе и семейному родству был знаком с мужем сестры, инженер-капитаном Фёдором Фёдоровичем Мецем, который с 19.03.1887 по 26.07.1892 года служил главным инженером Службы ремонта путей и зданий Николаевской железной дороги. С 31.01.1865 года 22-летний провинциальный секретарь Департамента железных дорог женился на 17-летней дочери с-петербургской 1-й гильдии купца Платона Иосифова Иванова, девице Марии Платоновне Ивановой. Отец невесты занимался городскими подрядами, жил в собственном особняке по 5-й Рождественской улице, дом № 12 (ныне - 5-я Советская улица, дом № 12), состоял почетным членом Детского приюта принца П. Г. Ольденбургского. Венчались в Казанском соборе. Поручители по жениху: прапорщик 1-го пехотного Невского полка Орест Степанович Хотинский, родной брат жениха, и поручик лейб-гвардии Павловского полка Ричард Троянович фон Мевес, впоследствии генерал-лейтенант. Поручители по невесте: с.-петербургской 1-й гильдии купеческий сын Иван Осипович Иванов, дядя невесты, и с.-петербургский 2-й гильдии купеческий сын Иван Иванович Пирогов.
- Младший сын — Орест Степанович Хотинский (12 (24) октября 1843 — 11 (23) февраля 1879), капитан Невского пехотного полка.

#### Внучата
- Платон Ростиславович Хотинский (4 (16) декабря 1873 — сентябрь 1918) – подполковник Петроградского пограничного конного дивизиона Отдельного корпуса пограничной стражи. Расстрелян большевиками в сентябре 1918 г. в Петрограде[14]. Был женат на Марии Петровне. В браке дочери - Ксения[15], Людмила.
- Юрий Ростиславович Хотинский (15 (27) мая 1877 — после 1927) – капитан 40-го Сибирского стрелкового полка. Участник Первой мировой войны. Получив ранение, в октябре 1914 года попал в плен. Пробыл в германском плену 2 года и 7 месяцев. Вернулся в Россию 6.03.1917 г. в Петроград, в составе 220-ти возвращенных нижних чинов и офицеров. В связи с государственным переворотом возвращение солдат и офицеров из германского плена на Финляндском вокзале было обставлено с особым торжеством, с речами, оркестром, присутствием членов Государственной думы и руководства Петроградской городской думы. Получив пособие от Всероссийского земского союза помощи больным и раненым войнам, был направлен в сводный эвакуационный госпиталь[16]. Впоследствии подполковник запаса РККА, во второй половине 1920-х гг. – сотрудник Ленинградского отделения государственного издательства НАРКомПРоСА РСФСР. Был женат на девице Надежде Леонтьевне Рубинштейн. В браке сын - Ростислав.
- Ольга Ростиславовна Хотинская (ок. 1871 - ок. 1881) – девица.